# Рацебург, Юлиус Теодор Кристиан
Юлиус Теодор Кристиан Рацебург (нем. Julius Theodor Christian Ratzeburg; 16 февраля 1801 года, Берлин — 24 октября 1871 года, Берлин) — немецкий энтомолог, основатель учения о вредных лесных насекомых (вредителях).
Первоначальное образование получил в Кёнигсберге, Познаньском лицее и в берлинской гимназии. В 1821 году поступил в Берлинский университет на медицинский факультет, во время прохождения курса которого напечатал диссертацию «Оbservationes ad peloriarum indolem definiendam spectantes». В 1826 году получил звание врача и в качестве приват-доцента Берлинского университета читал зоологию. Со времени открытия Лесной академии в Нойштадт-Эберсвальде (1830) состоял в ней профессором, преподавая все области естествознания.
С этого времени он посвятил себя почти исключительно изучению биологии насекомых. Его первые энтомологические работы были: «Ueb. Entwicklung d. fusslosen Hymen-Larven» («Act. Ac. Leop.-Carol.», XVI, 1832) и «Entomolog. Beiträge» (l. с. XVII, 1834). Затем следует классический труд, положивший прочное основание учению о вредных насекомых леса: «Die Forstinsekten» (3 т., Берлин, 1837—1844). В 1844, 1848 и 1852 годах вышло 3 тома «Die Ichneumonen d. Forstinsekten» (Б.). «Die Waldverderber u. ihre Feinde» (1841) выдержали до 1861 года шесть изданий; седьмое издание Юдейха в 1876 году, восьмое — Judeich u. Nitsche в 1885—1895 (Вена). Книга представляет лучшее руководство по вредным лесным насекомым (под заглавием «Lehrbuch d. Mitteleurop. Forstinsektenkunde»). Не следует смешивать с последним сочинением другой труд Рацебурга, «Die Waldverderbniss» (2 т., Б. 1866—1868), в котором излагается предмет с точки зрения болезней деревьев. Совместно с Ф. Ф. Брандтом Рацебург издал «Medicinische Zoologie» (2 т., Брл. 1827—1834) и оба с Ph. Phoebus’ом: «Abbildung u. Beschr d. in Deutschland wachsenden Giftgewächse» (2 т., Берл. 1838). «Forstwis. Schriftsteller Lexikon» появился после смерти Рацебурга (1874) под редакцией П. Ашерсона.